# Time Out (Max Pezzali)
Time Out è il secondo album in studio da solista di Max Pezzali, pubblicato il 25 maggio 2007. L'album è entrato direttamente al primo posto nella classifica italiana dei dischi più venduti diventando disco di platino prima dell'uscita grazie alle 80.000 ordinazioni.
Il disco è arrivato a vendere oltre 110 000 copie, risultando tra gli album più venduti in Italia dell'estate 2007.

## Il disco
L'album segna una svolta sonora nell'artista pavese: dopo Il mondo insieme a te, album a metà tra le sonorità delle canzoni degli 883 e un nuovo approccio alla musica più maturo e meno adolescenziale, la sua musica cambia sia lo stile musicale che la natura dei testi, che vedono nel "viaggio" il tema principale che attraversa tutto il disco. A proposito di questo, in un'intervista Pezzali ha detto: 
La copertina dell'album è stata realizzata da Enrico Bonafede, e raffigura il volto di Max Pezzali in una cartina stradale.
Il primo singolo estratto è stato Torno subito, in rotazione radiofonica dal 4 maggio 2007 e disponibile nei negozi di dischi dal 25 maggio 2007. Il secondo singolo estratto è stato Sei fantastica, pubblicato il 7 settembre 2007. Per entrambi è stato realizzato un rispettivo video musicale. Nel 2009 è stato pubblicato anche il video ufficiale per il brano Il meglio. Realizzato amatorialmente mesi prima dal giovane fan Samuele Dalò, in arte Alphetto, è stato successivamente scelto da Max Pezzali e la casa discografica come video ufficiale. Alphetto è stato poi messo sotto contratto da Claudio Cecchetto. Il video è costato all'autore circa 9 euro, costo necessario all'acquisto di una cuffia da chirurgo.

## Tracce
Testi e musiche di Max Pezzali, eccetto dove indicato.
1. Torno subito – 4:06
2. Time Out – 3:44
3. Profumo – 4:15
4. Il presente – 4:09
5. Esserci – 4:16
6. Il meglio – 4:15
7. I filosofi – 3:47
8. Sei fantastica – 3:21
9. Sottosopra – 3:26
10. La strada – 3:47
11. Chiuso in una scatola – 2:58

Tracce bonus nell'edizione iTunes
1. La metro eccetera (feat. Stylophonic) – 3:51 (Lucio Battisti)
2. La televisione che felicità (feat. Edoardo Bennato) – 4:05 (Edoardo Bennato)

## Formazione
Musicisti
- Max Pezzali – voce, sintetizzatore, programmazione
- Davide Tagliapietra – chitarra elettrica, chitarra acustica e basso in Sottosopra e Il meglio
- Christian "Noochie" Rigano – pianoforte, tastiera e cori in Torno subito
- Max Gelsi – basso
- Andrea Fontana – batteria in La strada, Sei fantastica, Esserci, Il presente
- Michele Canova Iorfida – sintetizzatore, programmazione
- Mylious Johnson – batteria in Profumo, Chiuso in una scatola, I filosofi, Sottosopra e Torno subito
- Leonardo Di Angilla – percussioni
- Claudio Guidetti – chitarra elettrica, chitarra acustica, basso, pianoforte, organo Hammond; cori in Torno subito
- Fabio Moretti – slide guitar in Torno subito
- Danilo Calvio – batteria in Il meglio
- Martina Marinucci – cori in Torno subito e in Profumo
- Cecilia Cipressi – cori in Torno subito
- Tiziano Ferro – cori in Time Out
- Eros Ramazzotti – assolo di chitarra in Sei fantastica

Produzione
- Pier Paolo Peroni – produzione
- Claudio Cecchetto – produzione
- Claudio Guidetti – produzione in Torno subito

## Classifiche
| Classifica (2007) | Posizione massima |
| ----------------- | ----------------- |
| Italia            | 1                 |